# Pelomys isseli
Pelomys isseli är en däggdjursart som först beskrevs av De Beaux 1924.  Pelomys isseli ingår i släktet Pelomys och familjen råttdjur. IUCN kategoriserar arten globalt som otillräckligt studerad. Inga underarter finns listade.
Detta råttdjur är endemisk för öarna Kome, Bugala och Bunyama i Victoriasjön. Arten har bara påträffats på jordbruksmark.
Arten når en kroppslängd (huvud och bål) av 11,5 till 14,9 cm, en svanslängd av 13,5 till 17,1 cm och en vikt av 46 till 60 g. Den har 2,8 till 3,2 cm långa bakfötter samt 1,3 till 1,9 cm stora öron. På ovansidan förekommer spräcklig ljusbrun päls med svarta punkter och ibland rosa skugga. Markant är en svart strimma på huvudets och ryggens topp från hjässan till svansen. Undersidan är täckt av gulbrun till gråbrun päls. Pelomys isseli har orange, gula eller röda hår vid nosen, vid ögonen och bredvid öronen. Längs öronens kanter finns däremot svarta hår. Djuret har rännor i de övre framtänderna. Den långa svansen är uppdelad i en svart ovansida och en gul undersida.
Två upphittade honor hade i april aktiva spenar.